# Едвінас Даутартас
Едвінас Даутартас (28 серпня 1987) — литовський плавець.
Учасник Олімпійських Ігор 2004, 2008 років.